# Marshall Neilan
Marshall Ambrose Neilan (San Bernardino (Californië), 11 april 1891 - Los Angeles, 27 oktober 1958) was een Amerikaans filmregisseur, acteur, scenarioschrijver en producer.
Neilans vader stierf toen hij 11 jaar oud was. Hij werd gedwongen te stoppen met school om werk te zoeken. In 1910 ging hij het theater in en twee jaar later maakte hij zijn filmdebuut. Hij werd door collega's beschreven als een zelfverzekerde en egoïstische man. Neilan kon naar verluidt goed leiding geven en dit resulteerde erin dat hij na enkele jaren ook ging werken als regisseur.
In 1916 werd Neilan aangenomen om voor Mary Pickford te werken. Samen maakten ze de films Rebecca of Sunnybrook Farm (1917), The Little Princess (1917), Stella Maris (1918), Amarilly of Clothes-Line Alley (1918), M'Liss (1918) en Daddy-Long-Legs (1919). In de jaren '20 gaf hij zijn carrière als acteur volledig op voor een leven als regisseur. Hij had echter moeite met het regisseren van geluidsfilms en ging met pensioen.
In 1913 trouwde hij met actrice Gertrude Bambrick. Ze kregen een kind, maar het huwelijk hield geen stand en ze scheidden in 1921. Neilan was van 1922 tot en met 1929 getrouwd met actrice Blanche Sweet. In 1958 stierf hij aan kanker.
- Biblioteca Nacional de España: XX933049
- Bibliothèque nationale de France: cb14693049p (data)
- Gemeinsame Normdatei: 1089340915
- International Standard Name Identifier: 0000 0000 7104 2655
- Library of Congress Control Number: n85376737
- Nationale Bibliotheek van Tsjechië: pna20181010454
- Nationale Bibliotheek van Israël: 987007449856305171
- SNAC: w6s77cmn
- Système universitaire de documentation: 034739998
- Virtual International Authority File: 77779709
- WorldCat: E39PBJht9yKBvpMKkyRr7gqYT3